# Miliario

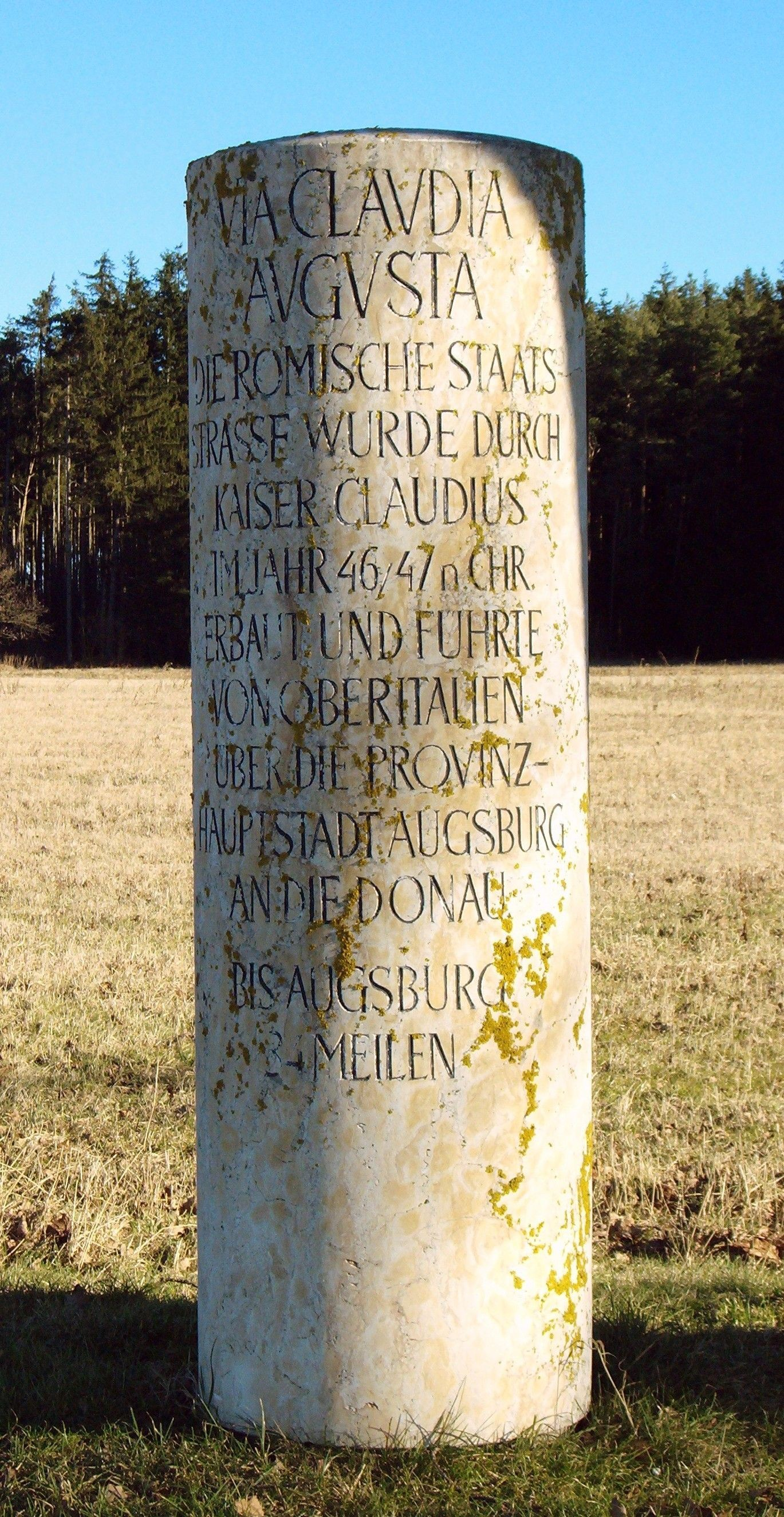
Réplica de un miliario en la Vía Claudia Augusta cerca de Unterdießen (Alemania)

Un miliario o piedra miliar, palabra proveniente del latín miliarium, es una columna cilíndrica, oval o paralelepípeda que se colocaba en el borde de las calzadas romanas para señalar las distancias cada mil passus (pasos dobles romanos) es decir, cada milla romana, lo que equivale a una distancia de aproximadamente 1480 metros. El conocido como miliario áureo era el que estaba destinado a indicar la distancia desde Roma a uno de los extremos del Imperio, recibiendo dicho nombre por las letras doradas elaboradas con bronce e incrustadas.La mayoría de los miliarios que se han conservado provienen del Alto Imperio, aunque los primeros se levantaron en la etapa final de la República romana. En el siglo IV, su función como indicadores disminuyó y se convirtieron principalmente en símbolos de propaganda imperial. Con la desintegración del Imperio Occidental y el cese del mantenimiento de las calzadas, se detuvo la instalación de nuevos miliarios. En el Imperio Oriental, aunque las vías se mantuvieron hasta el siglo VI, los miliarios se volvieron cada vez más escasos y finalmente dejaron de erigirse, ya que, al estar escritos en latín, perdieron su utilidad entre una población que hablaba principalmente griego, arameo o copto.

## Hispania
En Hispania, los miliarios fueron fundamentales para la organización y el control del territorio por parte de Roma. Se han descubierto numerosos ejemplares que ofrecen información valiosa sobre la red de calzadas y la presencia militar romana en la península. Investigaciones arqueológicas recientes han explorado más a fondo la producción y el abastecimiento en el contexto militar romano en Hispania, subrayando la relevancia de estas infraestructuras en la consolidación del dominio romano.

## Característica

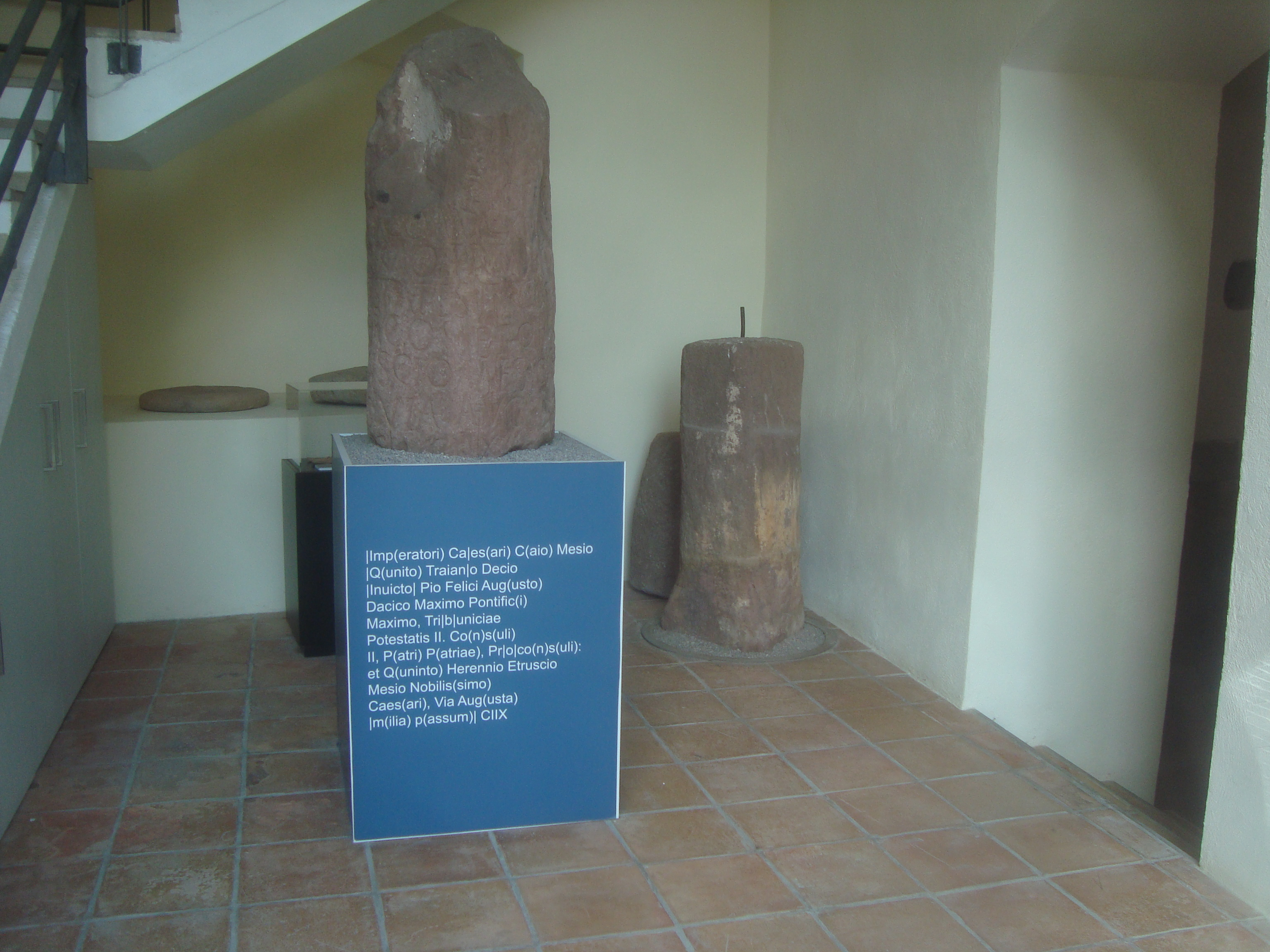
Miliario romano del Emperador Trajano Decio, hallado en Borriol.

Solían ser de granito, con una base cúbica o cuadrada y medía entre 2 y 4 m de altura, con un diámetro de 50 a 80 cm. 
Los primeros miliarios conocidos datan del período final de la República romana, pero la inmensa mayoría de los conservados fueron realizados bajo el Alto Imperio y, en menor medida, en los siglos III y IV.

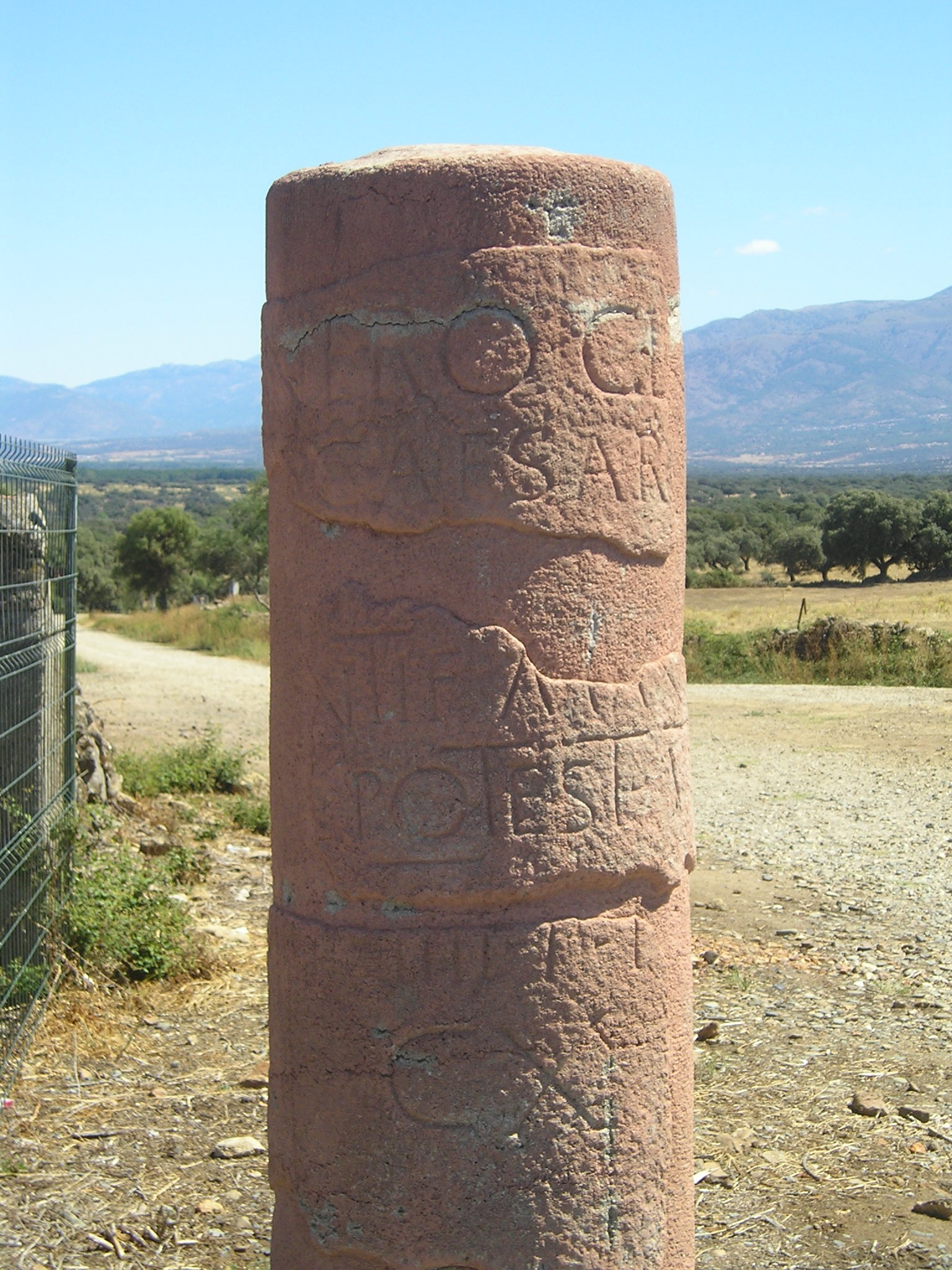
Miliario de Nerón en la Vía de la Plata en el Municipium Capara (Cáparra), al norte de la provincia de Cáceres.

La mayor parte de los miliarios llevaban inscripciones grabadas directamente, dependiendo de la importancia de la calzada o de la cercanía o alejamiento de Roma, o de las ciudades de origen y destino. La inscripción constaba siempre de una serie de partes bien definidas:
1. El título completo del emperador bajo cuyo mandato se construía o modificaba la calzada.
2. La distancia hasta Roma o la localidad más importante de la vía.
3. El gobernador y/o la unidad militar responsable de las obras en la calzada.
4. La expresión refecit o reparavit si se trataba de una obra de mantenimiento de la vía.

En el siglo IV, los miliarios perdieron funcionalidad indicativa, transformándose en un elemento de propaganda política de los emperadores.
Además de su función práctica, los miliarios también actuaban como herramientas de propaganda política. Las inscripciones en estas columnas incluían el nombre y los títulos del emperador en el poder, resaltando las obras públicas llevadas a cabo durante su mandato. Este enfoque propagandístico fortalecía la presencia y la autoridad del Imperio en las provincias, recordando a los habitantes locales de manera constante el poder y la benevolencia del emperador.

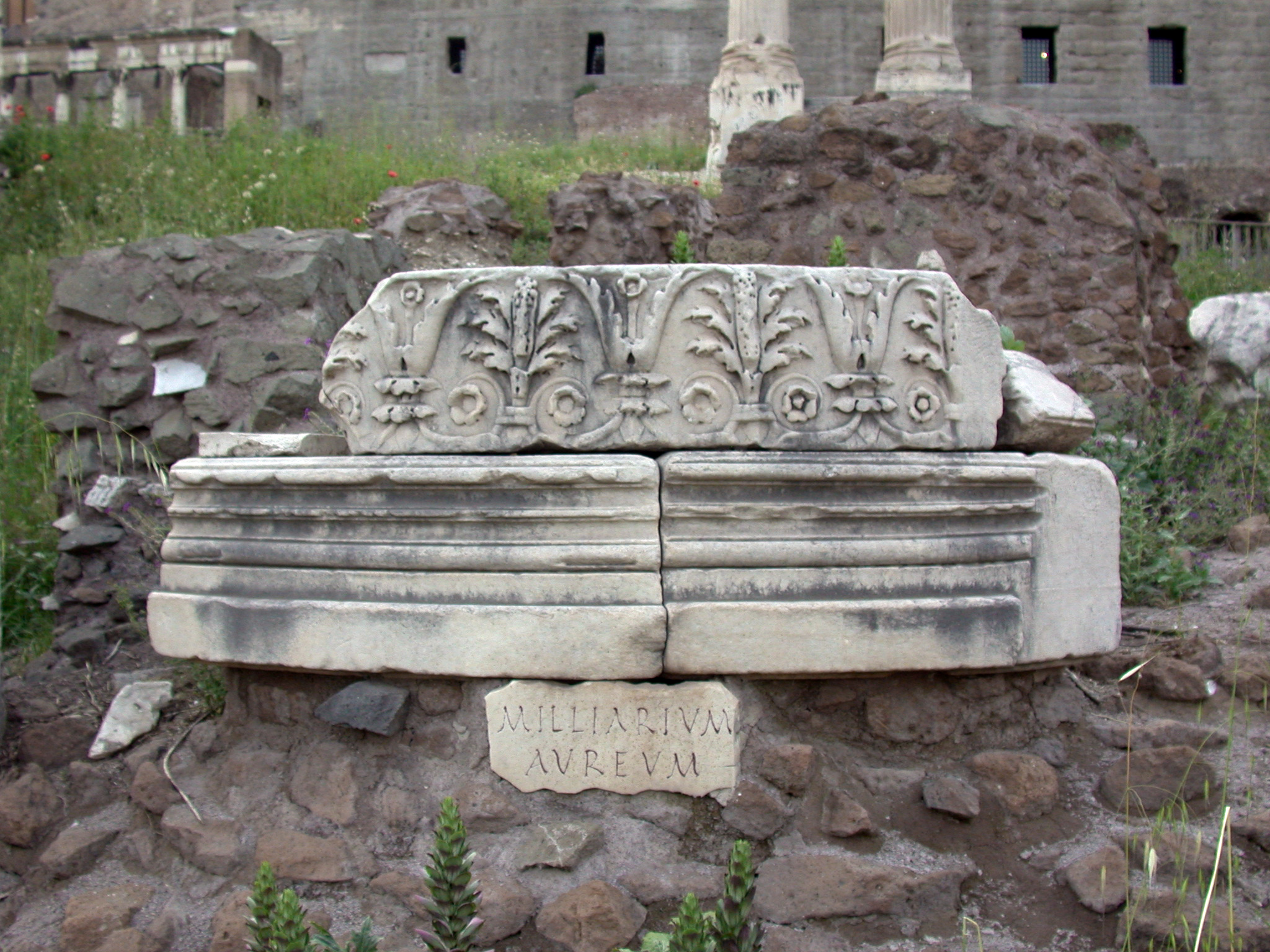
Milliarium Aureum en el Foro Romano, que servía de punto e inicio a las calzadas romanas de Italia.

En el occidente del Imperio, los últimos miliarios fueron realizados en nombre de los coemperadores Teodosio I, Honorio y Arcadio, y, con las invasiones bárbaras y la desintegración del Imperio, cesaron de tallarse al desaparecer el mantenimiento de las calzadas.
En la parte oriental del Imperio, continuaron manteniéndose las vías hasta el siglo VI, aunque los miliarios fueron volviéndose cada vez más raros hasta dejar de ser erigidos, ya que, al estar escritos en latín, perdieron su funcionalidad entre una población que hablaba principalmente griego.